# Усатый, Виталий Юрьевич
Виталий Юрьевич Усатый (укр. Віталій Юрійович Усатий; род. 9 июля 1979, Киев, Украинская ССР) — украинский дипломат. Временный поверенный в делах Украины в Чехии (с 2022).

## Биография
Родился 9 июля 1979 года в Киеве. В 2001 году окончил Институт международных отношений Киевского национального университета имени Тараса Шевченко по специальности «Международное право».
В 2001—2003 годах — атташе Правового департамента Министерства иностранных дел Украины.
В 2003—2007 годах — вице-консул Генерального консульства Украины в Прешове, Словакия.
В 2008 году — второй секретарь Департамента ЕС Министерства иностранных дел Украины.
В 2008—2011 годах — первый секретарь, советник, начальник отдела Управления юридического обеспечения МИД Украины.
В 2011—2015 годах — советник Посольства Украины в Словацкой Республике.
В 2016—2017 годах — начальник отдела, заместитель начальника Юридического управления МИД Украины.
В 2018—2021 годах — начальник Юридического управления Министерства иностранных дел Украины.
С марта по июль 2020 года — и.о. Государственного секретаря Министерства иностранных дел Украины.
С апреля 2022 года — советник-посланник Посольства Украины в Чешской Республике.
С августа 2022 — Временный поверенный в делах Украины в Чешской Республике.

## Дипломатический ранг
- Чрезвычайный и Полномочный Посланник второго класса[3].